# Unplugged (álbum de Naela)
Unplugged es el primer EP de la cantante, compositora y productora colombiana Naela, lanzado el 15 de julio de 2022 a través de The Light Entertainment. El álbum incluye versiones en vivo de los más recientes lanzamientos de la artista. Este lanzamiento marca el primero en seis años, después del lanzamiento del tercer álbum de estudio de la artista, Renacer. 

## Lista de canciones
| N.º | Título       | Duración |  |
| 1.  | «Lo Negamos» | 2:43     |  |
| 2.  | «Así No»     | 2:53     |  |
| 3.  | «Adicta»     | 2:43     |  |
| 4.  | «Acércate»   | 2:44     |  |
| 5.  | «Otra Vez»   | 3:22     |  |